# Bytja
Bytja (del ruso: Бы́тха) es un microdistrito perteneciente al distrito de Josta de la unidad municipal de la ciudad-balneario de Sochi del krai de Krasnodar del sur de Rusia. Tiene alrededor de 15 000 habitantes.
Está situado en la vertiente meridional del monte Bytja (302 m), y se extiende hasta la orilla del mar Negro. El curso y la desembocadura del río Bzugú lo separan de Svetlana.
Su principal arteria es la calle Bytja.

## Historia
La tradición ubijé sitúa aquí el lugar en el que se enterró un ave dorada sagrada legendaria antes de la partida de este pueblo hacia Turquía con el fin de la guerra ruso-circasiana en 1864.
Fue incorporado a la ciudad en 1951. La mayoría de los edificios fue construida en la década de 1960 y a inicios de la de 1970. Anteriormente eran terrenos agrícolas del sanatorio K. E. Voroshílov. Cerca del litoral se construyeron varios sanatorios (Ordzhonikidze, K. E. Voroshílov, Metalurg, entre otros).

## Servicios sociales
En el microdistrito se halla una sede del Instituto de Ciencias Económicas y Humanidades del Este (Vostochni ekonomiko-gumanitarni institut, VEGU), el gimnasio nº16, la escuela profesional juvenil n.º 3, una filial de la escuela infantil artística n.º 3 y la escuela secundaria n.º 9. Cuenta con una iglesia ortodoxa (dedicada a Ioann Zlatoust) y una mezquita.